# Lachsfangstreit

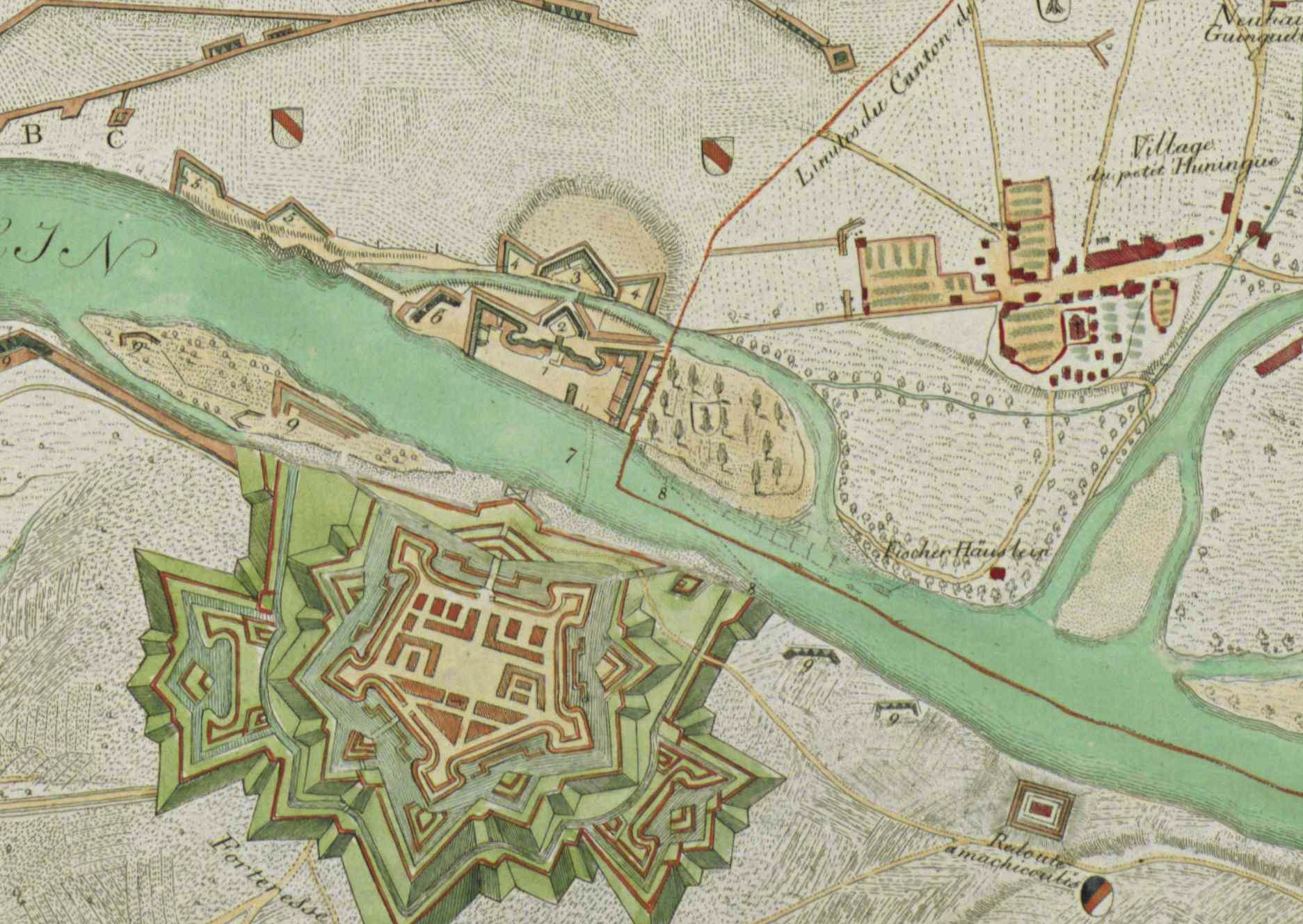
Die Konfliktzone, um 1796/97, Osten liegt oben. Ein Rheinarm trennt die «Schusterinsel» in der Bildmitte vom Festland. Unterhalb davon, auf dem linken Rheinufer, liegt die Festung Hüningen. Auf der Insel und dem rechten Rheinufer befinden sich ihre Vorwerke. Die gegabelte Wiesemündung und Kleinhüningen befinden sich rechts bzw. rechts oben. Die Grenze mit Basel von 1738 ist als rote Linie eingezeichnet und teilt Schusterinsel und Fluss. (Die Kartenbreite entspricht knapp 2 Kilometer, die Kartenhöhe knapp 1,4 Kilometer Naturstrecke.)

Der Lachsfangstreit von 1736/37 war ein politischer Konflikt zwischen dem eidgenössischen Basel und dem Königreich Frankreich. Umstritten waren Fischereirechte und die Grenzziehung im Rhein.

## Vorgeschichte
Das Mündungsgebiet des Flusses Wiese war vor der Rheinbegradigung des 19. Jahrhunderts ein Gefüge von langsam fliessenden, seichten Wasserläufen, Sandbänken und Inseln. Es war für seinen Fischreichtum bekannt und eignete sich gut für die Fischerei. Die nördlich an die Mündung anschliessende Siedlung Kleinhüningen war ein Fischerdorf. Der früheste urkundlich belegte Streit um Fischereirechte an diesem Ort stammt aus dem Jahr 1413, bei dem zwischen den Fischern Kleinbasels und des damals noch markgräflichen Kleinhüningens geschlichtet wurde. 1459 kam es zu einem Rechtsspruch zwischen dem rechtsrheinischen Kleinhüningen und dem benachbarten, linksrheinischen Hüningen.  Die Fischerei auf dem Rhein war frei, mit Ausnahme der Lachsweid (Lachsfangsaison) in den vier Wochen ab dem 11. November. In dieser Zeit mussten die Fischer innerhalb ihres Gemeindebanns bleiben.
Eine neue Lage ergab sich mit den Gebietsänderungen des 17. Jahrhunderts. 1640 kaufte Basel dem badischen Markgrafen Kleinhüningen ab, und 1648 leitete der Westfälische Friede die Eingliederung des Elsass in das Königreich Frankreich im Rahmen der Reunionspolitik ein. So kam auch Hüningen, das von 1521 bis 1623 in Basler und dann in österreichischem Besitz gewesen war, unter französische Hoheit. 1680 bis 1691 liess König Ludwig XIV. anstelle des Dorfs die Festung Hüningen erbauen. Vorwerke auf dem nördlichen, nicht zu Basel gehörenden Teil der «Schusterinsel» und auf dem rechten Rheinufer bildeten einen Brückenkopf, was sich bereits 1702 vor der Schlacht bei Friedlingen für den französischen Truppenaufmarsch als vorteilhaft erwies. Dieser eigentlich markgräfische Boden wurde während der Kabinettskriege wiederholt von französischen Truppen besetzt und geräumt. Die Vorwerke wurden dementsprechend mehrmals errichtet (1693, 1702, 1714) und abgetragen (1697, 1713, 1751). Aufgrund des Festungsbaus mussten die Hüninger ihre Häuser verlassen und sich in den Neugründungen Saint-Louis und Village-Neuf (auch «Neudorf» genannt, rund zwei Kilometer nördlich von Hüningen) niederlassen.
Die fortifikatorischen Uferbegradigungen und Landabschwemmungen führten auf der linken Rheinseite zu einem Verlust an Fischgründen. Die Bedeutung der ungenau markierten Grenze wuchs, und die informellen Arrangements zu deren Beachtung genügten nicht mehr. Die Hüninger und Kleinhüninger Fischer gerieten wegen sich ausschliessender Gebietsansprüche wiederholt tätlich aneinander, so 1682, 1725, 1726 und 1727.

## Auseinandersetzungen

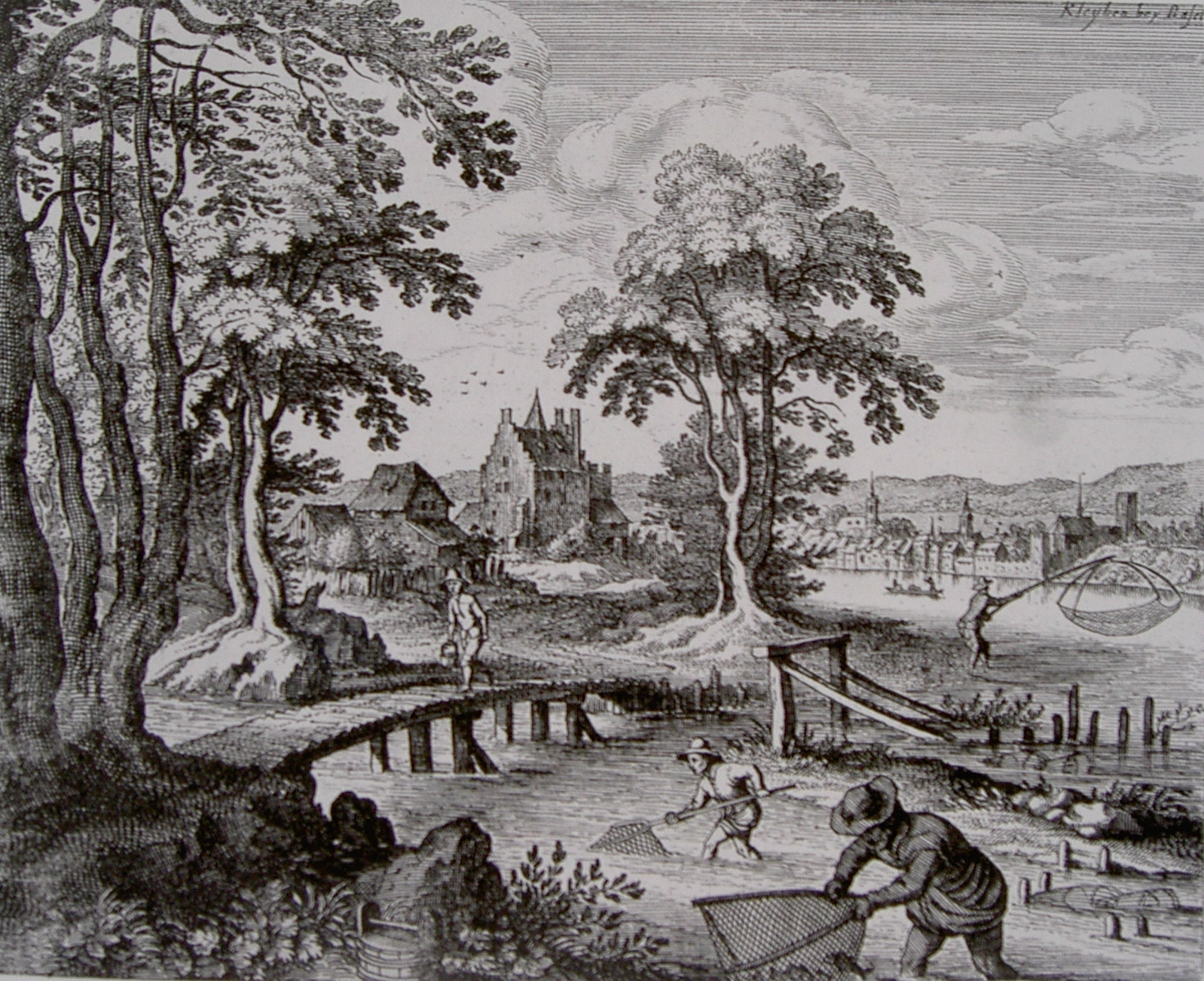
Fischer an der Wiesemündung (Stich von Matthäus Merian d. Ä., 17. Jahrhundert)

In den Jahren 1735 und 1736 kam es wieder zu Beginn der Lachsweid zu Beschimpfungen und Massenschlägereien zwischen den Neudorfern bzw. Hüningern und Kleinhüningern. Auf Hüninger Seite sollen rund zwei Dutzend Männer beteiligt gewesen sein, auf Kleinhüninger Seite schwanken die Zahlen zwischen vierzig und zweihundert. Auch Basler Fischer mischten sich mit der Begründung ein, dass die alte Bannordnung nicht mehr gelte.
Der Konflikt wurde zur Staatsaffäre durch die Mitteilung, dass der Obervogt von Kleinhüningen Jakob Christoph Frey, also ein Beamter des Standes Basel, in die Gewalttätigkeiten von 1736 verwickelt gewesen sei und sie aus Eigeninteresse organisiert habe. Er bezog als Teil seines Einkommens ein Drittel der gefangenen Fische. Zudem hatte der Dorfwächter die Trommel gerührt und so dem Auflauf den Charakter eines militärischen Aufgebots gegeben.
Die Anschuldigungen wurden zwar seitens Basels abgestritten, doch beharrten die französischen Amtsträger auf ihren Informationen und setzten noch vor Jahresende massiven Druck auf. Sie kappten ab dem 16. November die für Basel existenziellen Verbindungen (insbesondere Lebensmittellieferungen und Gefälle) mit dem Elsass, verfügten eine Ausreisesperre für Basler Bürger und setzten drei von ihnen in Strassburg gefangen. Zudem forderten sie eine Strafverfolgung der Kleinhüninger Beteiligten und des Obervogts. Nicht zuletzt stellten sie die vorhandenen Grenzmarkierungen offiziell in Frage.
Ein Unterstützungsgesuch Basels bei den eidgenössischen Ständen misslang aufgrund konfessioneller und politischer Gegensätze und wegen des Einflusses des französischen Botschafters in Solothurn. Die von Basel für Anfang Januar 1737 einverlangte ausserordentliche Tagsatzung fasste keine Beschlüsse. Vielmehr wurde Basel nahegelegt einzulenken. Die französischen Amtsträger wiesen Basler Delegationen in Strassburg und Solothurn und Rechtfertigungsschreiben nach Paris schroff zurück. Auch einige Verhaftungen in Kleinhüningen und Kontakte zum holländischen Gesandten in Paris trugen nicht zur Entspannung bei. Es kursierten sogar Gerüchte, dass Frankreich eine militärische Strafaktion vorhabe.

## Einigung

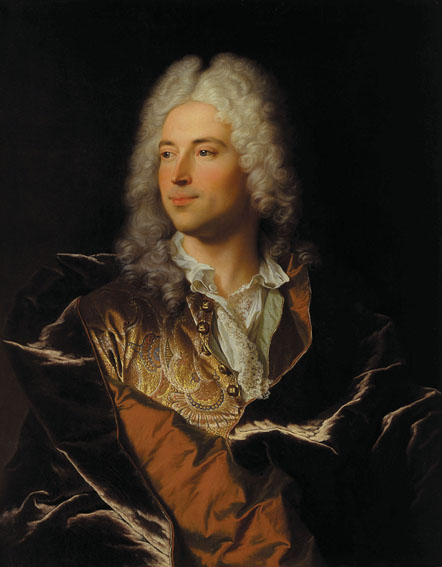
Lukas Schaub (Ölbild von Hyacinthe Rigaud, 1721)

Zur Beendigung der Krise reisten schliesslich der in britischen Diensten stehende, aber aus Basel stammende Berufsdiplomat Lukas Schaub und Obervogt Frey im Januar 1737 nach Frankreich. Es gelang ihnen, Kardinal André-Hercule de Fleury, de facto der Premierminister Ludwigs XV., zu sprechen. Schaub, der eine Rolle beim Zustandekommen der Quadrupelallianz hatte und 1721 bis 1724 als Botschafter in Paris war, hatte gute Verbindungen zu Fleury. Mit einem Schreiben vom 9. Februar 1737 erklärte der Kardinal namens des Königs die Angelegenheit für erledigt. Er hielt dabei fest:

« ...que vous avez permis au sieur Frey, votre conseiller et baillif, de venir se jeter entre les mains du Roi par mon entremise, et de ne mettre aucune borne à sa soumission. Sa Majesté toujours porté à la douceur et à la clémence après avoir reçu par mon canal les assurances les plus formelles de sa soumission à tout ce qu’elle voudroit lui prescrire, a bien voulu, par un effet de sa générosité naturelle, oublier tout ce qui s’est passé, et vous le renvoyer dans votre ville sans exiger de lui une plus ample satisfaction. »

„...dass Ihr Herrn Frey, Euren Ratsherrn und Vogt, erlaubtet zu kommen, um sich durch meine Vermittlung in vollständiger Unterwerfung in die Hände des Königs zu begeben. Seine Majestät war durch meine allerförmlichsten Versicherungen, dass er sich allem unterwerfen wolle, was sie vorschreibe, ganz von Sanftmut und Milde getragen und hat sich in einer Regung ihrer natürlichen Grosszügigkeit entschlossen, alles Geschehene zu vergessen und ihn ohne eine weitere Genugtuung Euch in Eure Stadt zurückzuschicken.“

Die Beschwichtigungen und Entschuldigungen hatten Erfolg. Obervogt Frey konnte unbehelligt heimkehren, und die Retorsionsmassnahmen gegen Basel wurden beendet. Allerdings wurde der völlig steuerfreie Grenzverkehr nicht mehr hergestellt. Basel seinerseits belegte die verhafteten Kleinhüninger Fischer nur mit kleinen Strafen. Bis Ende 1738 legten eine Kommission und ein Schriftwechsel die Grenze und die Fischereirechte im Rhein für beide Seiten verbindlich fest. Die Basler Behörden wollten die heiklen Verhandlungen nicht gefährden. Sie untersagten die fasnächtlichen Umzüge an der Jahreswende, so dass es zu keinen Unmutsäusserungen gegenüber Frankreich kommen konnte. Schaub erhielt als Dank für seine Bemühungen Ehrentitel und staatliche Immobilien, die Stadt Basel kaufte 1771 sein Porträt von Hyacinthe Rigaud an und stellte es in der öffentlichen Kunstsammlung im Haus zur Mücke aus. Frey seinerseits wurde zum Geheimen Rat und Deputaten (Aufsicht über das Kirchen-, Armen- und Schulwesen) ernannt.

## Bedeutung der Schusterinsel

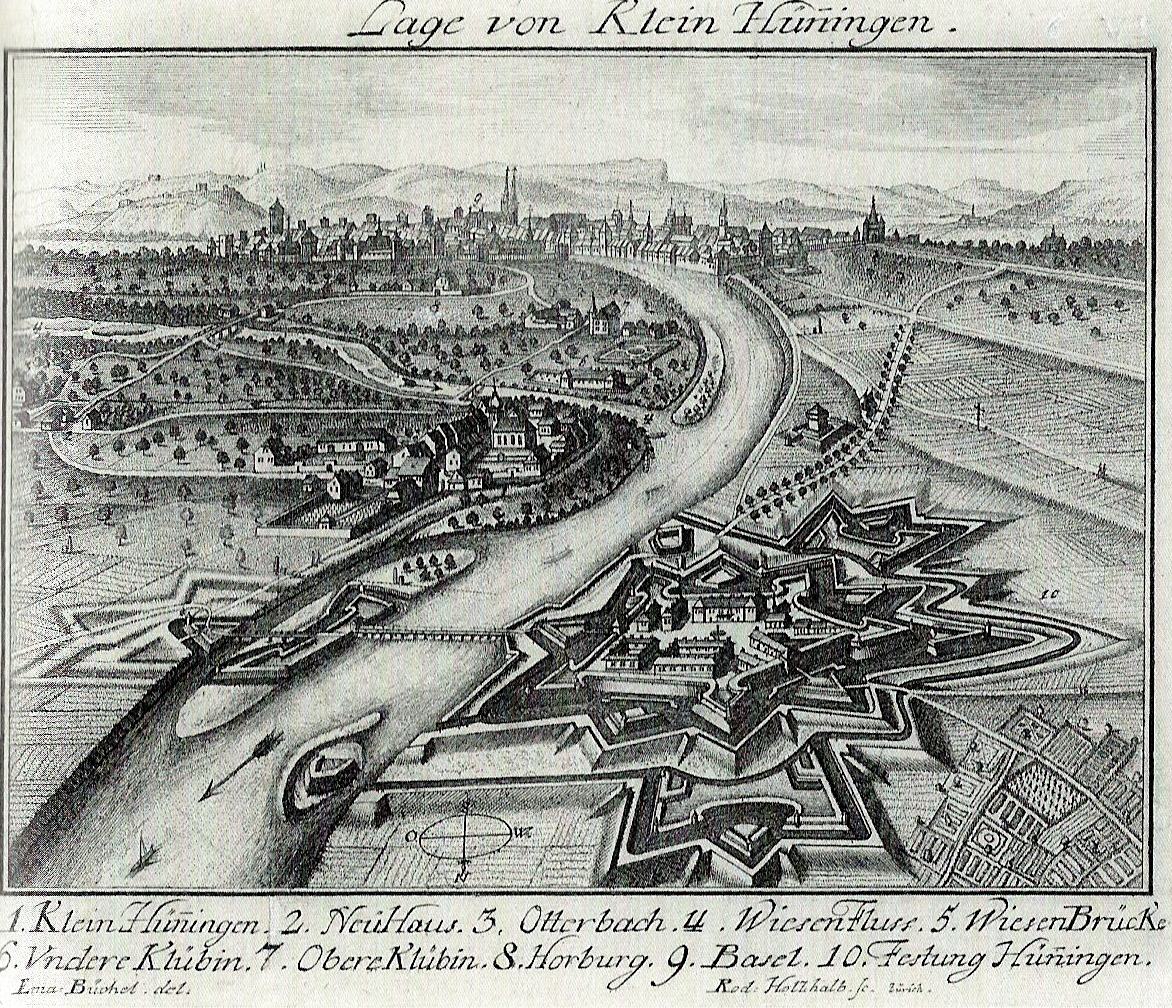
Blick um 1750 von Norden auf die sternförmige Bastionärsfestung Hüningen. Eine Schiffsbrücke führt über den Rhein zu den Vorwerken auf der Schusterinsel und dem rechten Flussufer. In der Bildmitte das Fischerdorf Kleinhüningen und die Wiesemündung, im Hintergrund Basel. Der französische Brückenkopf auf markgräfischem Boden wird 1751 abgebrochen und 1796 ein letztes Mal instand gesetzt.

Der Anlass zum Lachsfangstreit war ein handgreiflicher Streit um Fischereirechte im Rhein. Im Zentrum standen aber die damit verbundenen Gemeindebänne und die Basler Grenze auf der Schusterinsel und deren militärische Nutzung. 1733 hatte der Polnische Thronfolgekrieg begonnen, der bis 1738 dauerte und in dem Frankreich über die Rheingrenze hinweg Feldzüge nach Süddeutschland durchführte. Die Hüninger Festung war ein wichtiger Stützpunkt, und französische Militärs beabsichtigten, auch die Basler Hälfte der Schusterinsel für das Vorwerk in Anspruch zu nehmen. In den Verhandlungen der Kommission wurde aber die französische Ansicht widerlegt, dass sich der Hüninger Bann ursprünglich über die ganze Schusterinsel bis an die Wiesemündung erstreckt habe. Zudem zeichnete sich das Kriegsende ab. Die völkerrechtliche Grenzziehung wurde mehr als sieben Jahrzehnte nicht mehr angerührt. Allerdings verlangte Frankreich 1749 erfolglos, den Rheinarm bei der Schusterinsel auszugraben, um die Hüninger Uferbefestigungen vom Wasserdruck des Hauptstroms zu entlasten. Das Vorwerk auf der Schusterinsel wurde 1796/97 während des Ersten Koalitionskriegs ein letztes Mal errichtet, umkämpft und zerstört.
Napoleon Bonaparte forderte 1810, die Schusterinsel an Frankreich abzutreten. Jedoch verhinderte der Fall des Ersten Kaiserreichs die dauerhafte Verschiebung der Grenze. Die Festung Hüningen wurde 1815/16 geschleift. Die Schusterinsel, wohin sich noch im April 1848 Freischärler und Sympathisanten des Heckeraufstands zurückziehen konnten, verlandete. Ihr Basler Teil gehört nun zum städtischen Hafenareal. Die Lage der 2007 eingeweihten Dreiländerbrücke zwischen Hüningen und Weil am Rhein wiederum entspricht derjenigen der diversen Schiffsbrücken, die mit Unterbrechungen ab 1688 Festung und Schusterinsel verbunden hatten.